# 香港ドル
香港ドル（ホンコンドル、英: Hong Kong Dollar、中: 港元、港圓）は、香港の法定通貨である。ISO 4217でのコードはHKD。広東語で俗に港紙ともいう。補助通貨単位はセント（Cent・略符号は￠）・ミル（mil）で、1ドル=100セント=1000ミルである。現在では現金単位としての最小単位は10セントで、セント単位の1の位やミルは計算上のみの単位となっている。
発行は中央銀行でなく、香港上海銀行（香港上海滙豐銀行）、スタンダードチャータード銀行（渣打銀行）、中国銀行 (香港)の3行が行っており、10ドル紙幣のみ香港特別行政区政府による政府紙幣だけが発行されている。
香港特別行政区の通貨であるが、中国本土（大陸と呼ばれる）特に広東省の一部（主に深圳市、珠海市など）においても、しばしば通用する。さらにマカオでは、法定通貨であるマカオ・パタカの流通量を超えており、香港ドルによる通貨代替が著しい。

## 表記
日常の表記では、金額の前に$記号を付して「$3（3ドル）」、「$3.50（3ドル50セント）」、「$350（3ドル50セント）」などのように表記される。他国の通貨と特に区別する必要があるときは「HK$350」のように表記される。銀行や両替商の店頭などを除き、ISOで規定されている「HKD」の表記は通常ではあまり使われない。
現地での漢字表記は、ドルが「圓」、セントは10セントを「毫」と表記する。ただし、香港ドルは中国語では「港元」と記す。また、広東語では「man1 マン」と呼んで、漢字で「蚊」または「鈫」と表記するが、これは「文」に由来する。かつて10セント以下の単位で取引が行われていたときは、セントを音訳して「仙」または「先」と表記した。また、セントの更に下の単位であるミルの漢字表記には「文」または「千」が用いられた。

## 歴史
1984年に、中華人民共和国とイギリスが香港主権移譲を期した「中英共同声明」に合意し、1997年7月1日に、香港がイギリスの統治下から中華人民共和国に返還された。香港は、中華人民共和国の特別行政区となり、資本主義制度のあり方を、1997年から今後50年変えない「一国二制度」と「香港基本法」の下で地方自治を行っている。
香港ドルは、香港金融管理局によって運営され、香港は外為管理上では外国と同様の扱いになっている。1983年以降、アメリカ合衆国ドル（米ドル）に対するペッグ制（1US$対7.8HK$）を施行している。2005年5月18日から目標相場圏制度が導入されたことにより、1US$＝7.75〜7.85HK$間での変動を認めた。
香港ドルと人民元は全く異なる通貨制度である。香港ドルは国際的に兌換可能かつ流通可能な国際通貨であるのに対し、人民元は中華人民共和国の国内での流通に限られる国内通貨である。香港の米ドルペッグ制はカレンシーボード制であり、1香港ドルの発行ごとに相当する米ドルが裏付けられるように、香港上海銀行（香港上海滙豐銀行）、スタンダードチャータード銀行（渣打銀行）、中国銀行 (香港)の3行が香港ドルを発券する際に、相応の額の米ドルを預託する必要がある。

## 香港ドルとアジア通貨危機
1997年のアジア通貨危機の際、国際投機資本の大量売りの対象になった香港ドルを防衛できた背景には、上述カレンシーボード制がある。当時香港ドルは大量に売られ、結果として香港ドルが米ドルへ交換されて市場の銀行券が少なくなり、金利が急騰した。一時オーバーナイト金利が300パーセントまで急騰した。このため、香港ドルを借りて売っているヘッジファンドは、借入コストの上昇に耐えられなくなり、香港ドル売りから撤退せざるを得なかった。

## 紙幣
発行元の銀行によって図柄は全く異なるが、額面により印刷色が統一されている。現在発行されている紙幣は、10ドル（紫）、20ドル（青）、50ドル（緑）、100ドル（赤）、500ドル（茶）、1,000ドル（金）の6種類である。
また10ドル紙幣は、以前は他紙幣と同様に発券銀行が発行していたが、現在では香港特別行政区政府による政府紙幣のみが発行されている。この10ドルの政府紙幣は当初、麻の紙幣であったが、2007年にポリマー紙幣に変更された。
上記のいずれの紙幣も額面通りに通用し、使用および流通において使い分ける必要はない。
英領当時の10ドル紙幣（緑）、20ドル紙幣（茶）も法的には有効であるが、かつて発行されていた1セント紙幣（茶、片面印刷、紙幣面の漢字表記は「壹分」）に関しては、1995年に失効している。なお、スタンダード・チャータード銀行発行の紙幣は、低額紙幣の色の変更に伴い図案も変更され、従来の螭吻（鯉に似た瑞獣）の10ドルの図案が20ドルに、20ドルの贔屓（亀に似た瑞獣）の図案が50ドルに採用され、50ドルの獅子の図柄は廃止されている。
図柄は10年前後の比較的早いサイクルで変更されている。3銀行は従来は前述の通り額面で色を統一していること以外、デザインに統一はなかった。2018年に紙幣の図柄変更を8年ぶりに行うことが発表され、初めて統一デザインを採用することになった。すなわち、額面数字の位置、フォントや偽造防止ホログラム、偽造防止金属線の位置などがすべて統一され、かつ裏面はすべて縦向きの図柄となった。
絵柄そのものは従来通り3銀行で異なっており、表面の図柄は中国銀行は従来どおり中国銀行タワー、香港上海銀行は従来どおりライオンとなったが、スタンダード・チャータード銀行はこれまで瑞獣（1000HKD=龍・500HKD=鳳凰・100HKD=麒麟・50HKD=贔屓・20HKD=螭吻）のデザインだったのが、香港支店ビルのデザインに変更されている。裏面は額面によりテーマが統一され、1000HKD=国際金融センターとしての地位を作る香港・500HKD=香港地質公園（ジオパーク）・100HKD=伝承芸術文化としての粤劇・50HKD=香港に生息する蝶・20HKD=飲茶文化のテーマで、各銀行が違うデザインを採用している。2018年から2020年にかけて順次発行される。

## 硬貨
硬貨は、10セント（壹毫）、20セント（貳毫）、50セント（伍毫）、1ドル（壹圓）、2ドル（貳圓）、5ドル（伍圓）、10ドル（拾圓）の7種類が流通している。
香港の中国への返還に伴い、それに先立つ1993年に、硬貨表面の図柄がそれまでのエリザベス2世の肖像から、香港のシンボルであるバウヒニア（zh:洋紫荊）に変更された。同時に従来中国語と英文のみだった額面表示が大きなアラビア数字でも記されるようになった。
2ドルと20セントは波形の縁という珍しい形状を用いる（それ以外は円形）。
現行の硬貨の材質は、10・20・50セントが黄銅メッキ鋼鉄、1・2・5ドルが白銅となっている。10ドル硬貨は偽造防止対策のため、外周白銅・内側黄銅のバイメタル貨となっているが、それでもある程度まとまった枚数の偽造硬貨が発見されていたため、1993年から1998年までの間に製造されたのみで（1998年版は未発行で数枚が現存するのみなので、発行されたものは1997年銘まで）、その後は新規製造されておらず、代わって10ドル紙幣が新規製造発行される形となっており、特にマカオでは10ドル硬貨は通常受け取りを拒否される。なお50セント硬貨は規格が直径22.5mm・量目4.92gで、日本の百円硬貨と0.1mm・0.12gしか違わないため、比較的古いカプセルトイ（いわゆるガチャ）の場合、本来百円硬貨を使用すべきところを、為替レート的に約10分の1の価値に当たる香港50セント硬貨を使用して誤認識させている事例が散見されるが、このような行為は不正行為であり犯罪に当たるため、実際に試みることのないように注意が必要である。

### 過去の硬貨
中国返還前の香港ドル硬貨には、エリザベス2世の肖像が使用されていた。当時のエリザベス2世の図柄には2種類あり、古いものは頭上がティアラ、新しいものは王冠になっているのが特徴である。
- ティアラ (Girls of Great Britain and Ireland Tiara [:en])をかぶった女王。アーノルド・マチン (Arnold Machin) 作。
- ジョージ4世の王冠 (George IV State Diadem [:en])をかぶった女王。ラファエル・マクルーフ (Raphael Maklouf) 作。

現在は、図柄変更後に発行が開始された10ドル硬貨を除いて新旧両方の図柄の硬貨が混在して市中に流通しているが、香港金融管理当局では、デザイン切替を実施した1993年からエリザベス2世の肖像の描かれた旧硬貨の回収及び溶解処理を進めており、大部分新デザインに置き換わっている。
現在は鋳造が行われていない5セント（五仙）硬貨については、1989年に市場での流通が停止されており、現在は香港上海銀行での支払いおよび10セント以上の額面の通貨との交換のみ可能となっている。
このほか、第二次大戦前に発行されていた1セント（一仙）硬貨や、1863年～1866年に発行された1ミル（一文、一千）硬貨などについても、いずれも現在では通貨としての効力を失っている。

## 為替レート
対ドルレート